# Angles (álbum)
Angles é o quarto álbum da banda nova-iorquina The Strokes, lançado em 21 de março de 2011 no Reino Unido e um dia depois nos Estados Unidos pela RCA Records já com o primeiro single, "Under Cover of Darkness", lançado em 9 de fevereiro de 2011. O disco é sucessor do First Impressions of Earth de 2006 e foi produzido pela própria banda no estúdio pessoal de Albert Hammond Jr. (guitarrista do The Strokes) com exceção da faixa "Life Is Simple In The Moonlight", produzida ainda por Joe Chiccarelli.
O título do novo álbum, Angles (ângulos em português), é explicado por Albert Hammond Jr. com a frase: "É assim que o álbum soa. Nasce de cinco pessoas diferentes". Julian Casablancas (vocalista do The Strokes) afirma que Angles será bastante parecido com First Impressions of Earth, porém com mais toques de funk.
Depois de lançado, Angles foi considerado o álbum mais alternativo da banda, mostrando contrastes de estilo entre as faixas, sendo que algumas têm influências do pop, do rock oitentista, do rock progressivo e da bossa nova.

## As gravações
Depois de várias datas de lançamento marcadas e remarcadas, Albert Hammond Jr. finalmente anunciou o nome do álbum e a data oficial para o lançamento de Angles, após 5 longos anos sem nenhum lançamento da banda.
Angles também é o primeiro álbum da banda que contou com a participação de todos os integrantes nas composições, ao contrário dos três álbuns anteriores que tinham quase todas as faixas compostas somente por Julian Casablancas.
Julian Casablancas gravou os vocais do álbum separado da banda, que aparentemente passava por desavenças, mais tarde desmentidas. A banda também afirma que gravou este novo disco também pelo dinheiro envolvido e que todos têm contas a pagar.
Nick Valensi (guitarrista do The Strokes) ainda afirma que, devido à pausa de cinco anos sem nenhum lançamento da banda, por mais que o disco esteja bom e que a banda goste dele, não estará a altura das expectativas do público fã da banda.

## Faixas
| N.º            | Título                            | Compositor(es)                                                          | Duração |  |
| 1.             | "Machu Picchu"                    | Julian Casablancas, Nick Valensi                                        | 3:29    |  |
| 2.             | "Under Cover of Darkness"         | Julian Casablancas, Albert Hammond, Jr., Fabrizio Moretti, Nick Valensi | 3:55    |  |
| 3.             | "Two Kinds of Happiness"          | Julian Casablancas                                                      | 3:42    |  |
| 4.             | "You're So Right"                 | Julian Casablancas, Nikolai Fraiture                                    | 2:33    |  |
| 5.             | "Taken for a Fool"                | Julian Casablancas, Fabrizio Moretti, Nick Valensi                      | 3:23    |  |
| 6.             | "Games"                           | Julian Casablancas, Albert Hammond Jr, Nick Valensi                     | 3:51    |  |
| 7.             | "Call Me Back"                    | Julian Casablancas, Nick Valensi                                        | 3:02    |  |
| 8.             | "Gratisfaction"                   | Julian Casablancas, Fabrizio Moretti, Nick Valensi                      | 2:59    |  |
| 9.             | "Metabolism"                      | Julian Casablancas, Fabrizio Moretti, Nick Valensi                      | 3:00    |  |
| 10.            | "Life Is Simple in the Moonlight" | Julian Casablancas                                                      | 4:15    |  |
| Duração total: | Duração total:                    | Duração total:                                                          | 34:09   |  |

## Créditos
- Julian Casablancas – vocais
- Albert Hammond, Jr. – guitarra base, backing vocals[12]
- Nick Valensi – guitarra solo, backing vocals
- Nikolai Fraiture – baixo, backing vocals
- Fabrizio Moretti – bateria
- Joe Chiccarelli – produção
- Gus Oberg – engenheiro
- Noah Georgeson - mixer de áudio
- Justin Gerrish – engenheiro assistente
- Guy Pouppez – pintura da capa do álbum

## Paradas musicais
| Críticas profissionais | Críticas profissionais |
| Pontuações agregadas   | Pontuações agregadas   |
| Fonte                  | Avaliação              |
| ---------------------- | ---------------------- |
| Metacritic             | 71                     |
| Avaliações da crítica  |                        |
| Fonte                  | Avaliação              |
| All Music Guide        | link                   |
| Rolling Stone          | link                   |

| Paradas                       | Melhor Posição |
| ----------------------------- | -------------- |
| Austrália Albums Chart        | 1              |
| Bélgica Flanders Albums Chart | 33             |
| Bélgica Wallonia Albums Chart | 34             |
| Países Baixos Albums Chart    | 23             |
| Irlanda Albums Chart          | 3              |
| México Albums Chart           | 15             |
| Suíça Albums Chart            | 21             |
| UK Albums Chart               | 3              |
| Billboard 200                 | 4              |